# Jean Broutin
Pour les articles homonymes, voir Broutin.
Jean Broutin (né le 27 juin 1953) est un auteur de romans historiques dont la toile de fond était invariablement jusqu'en 2009 l'Occitanie cathare au XIIIe siècle. Il avance depuis dans le temps, dans un contexte souvent "Castel-Rennais" ou en tout cas résolument "ésotérico-historique", comme en témoignent ses plus récents romans : L'Axe au Milieu du Signe, la Prophétie des Papes, qui aborde la Prophétie de Malachie et La Nuit du 12 Novembre qui traite, sous le couvert d'un guide touristique, de l'Affaire de Rennes le Château. 
En 2023, il publie un roman historique traitant de la romance "Marie-Antoinette/Axel de Fersen", ce dernier l'ayant intéressé pour être un descendant direct du mercenaire Occitan Pontus de la Gardie, devenu en son temps Vice-Roi de Suède.